# Oil of Olaz

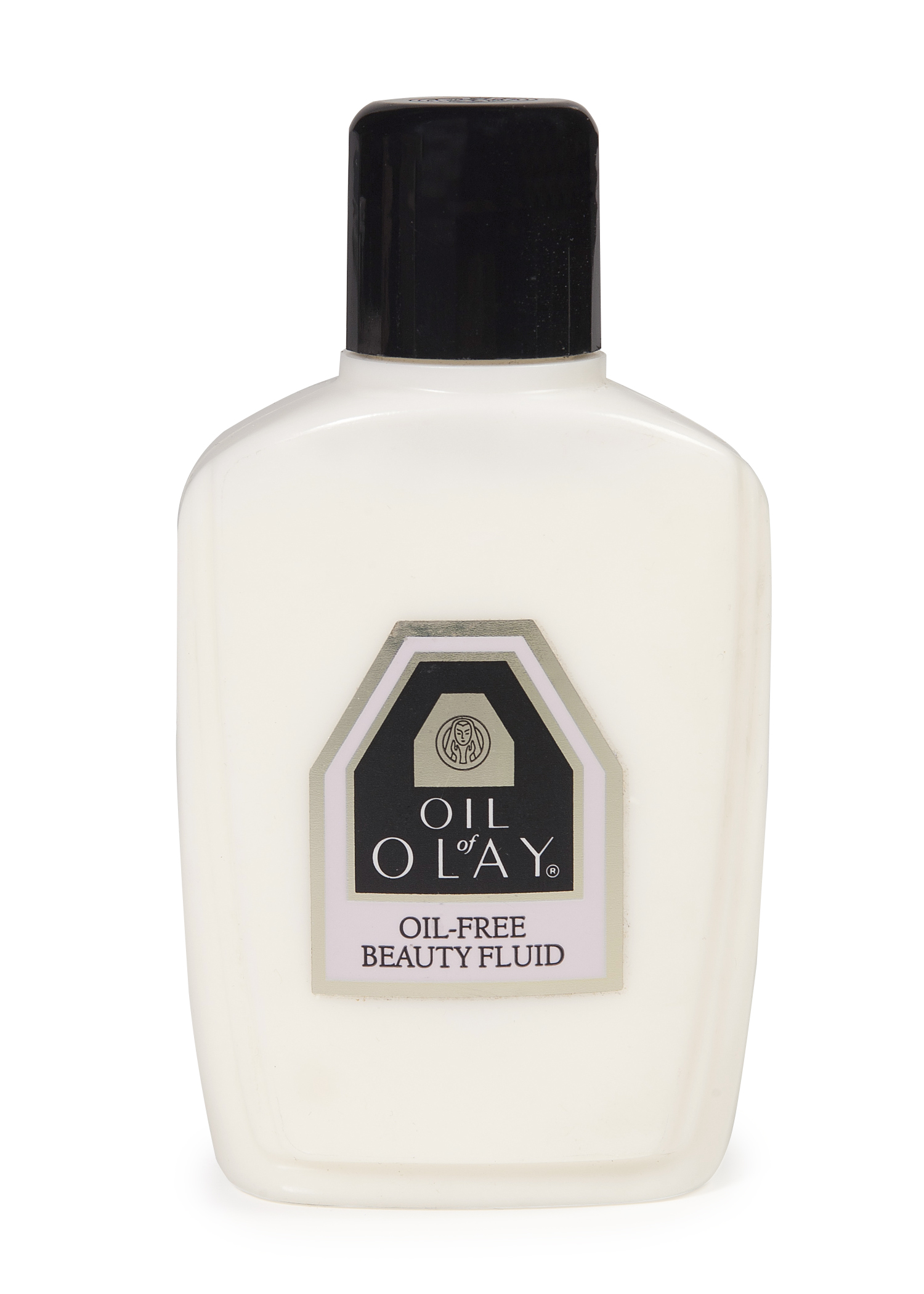
Oil of Olay (1992)

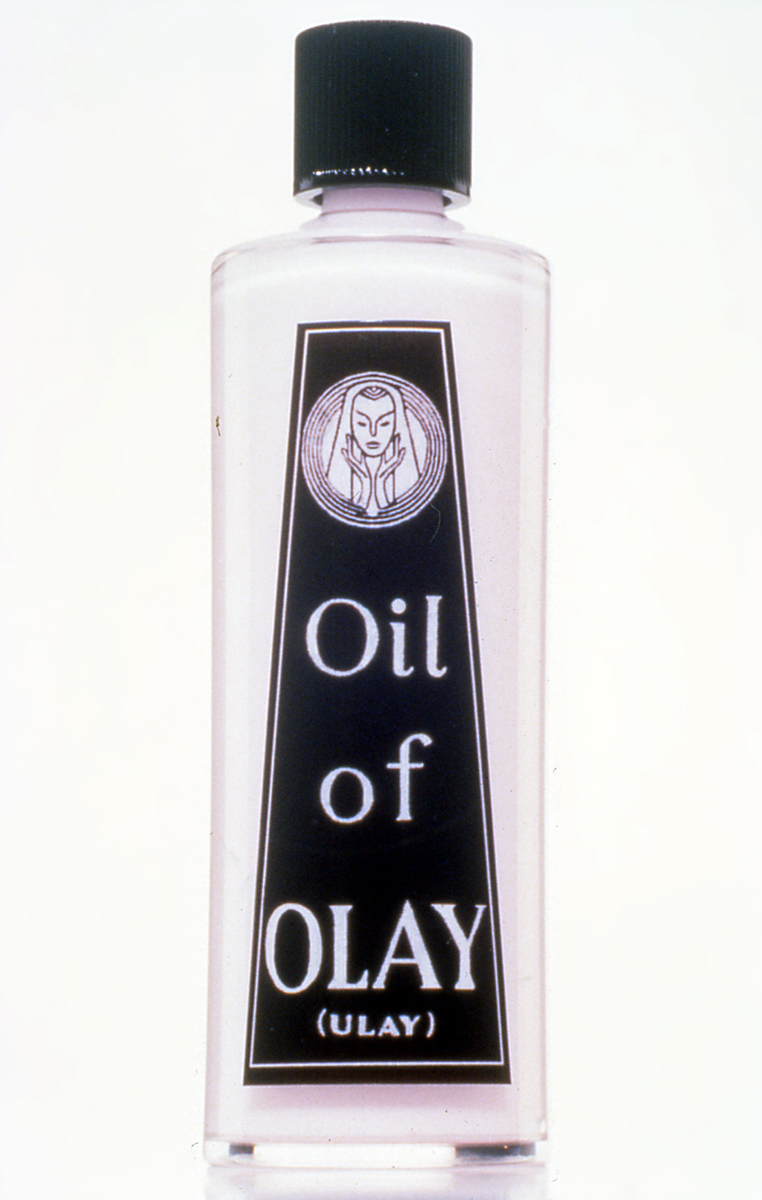
Oil of Olay (1952)

Olaz (früher Oil of Olaz; auch Oil of Olay oder Olay) ist ein Markenname für Gesichtspflegeprodukte des Konzerns Procter & Gamble, zu dem er seit 1985 gehört. Seit einiger Zeit firmiert das Unternehmen nur noch als Olay, während auf den Zusatz Oil of verzichtet wird.

## Geschichte
Oil of Olay wurde 1952 von Unilever in Südafrika zuerst als Schönheitscreme entwickelt und in den 1970er-Jahren als Pflegeserie für unterschiedliche Märkte mit leicht abweichenden Namen vermarktet: Oil of Ulay in auf den Britischen Inseln, Oil of Ulan in Australien, und Oil of Olaz in Frankreich, Deutschland, Italien und den Niederlanden. 1985 wurde die Marke von Procter & Gamble gekauft. In Deutschland hatte Oil of Olaz 2004 einen Marktanteil von 6,0 % und lag damit auf Platz 3 hinter Nivea mit 23,0 % und L’Oréal mit 9,0 %. Der geschätzte Jahresumsatz betrug 2009 weltweit 2,8 Milliarden US-Dollar.

## Testergebnisse
In einem Test in der Ausgabe 5/2002 der Zeitschrift test der Stiftung Warentest schnitt Oil of Olaz Total Effects Time Resist mit „gut“ (2,2) ab. In der Ausgabe 2/2004 der Zeitschrift test wurde die Verpackung desselben Produktes mit dem zweifelhaften Titel „Müllpackung“ versehen.
In der Ausgabe 5/2006 erreichte die Tagescreme Oil of Olaz Complete Feuchtigkeitscreme mit UV-Schutz Tag nur die Note „mangelhaft“, weil der Lichtschutz sich als unzureichend erwies.

## Parodie
Die Marke Oil of Olaz wurde von Otto Waalkes in einem Sketch als Eul of Olaf verballhornt.